# Терский район (Кабардино-Балкария)
Те́рский райо́н (с 1921 по 1935 года — Мало-Кабардинский район) — административно-территориальная единица и муниципальное образование (муниципальный район) в составе Кабардино-Балкарской Республики Российской Федерации.
Административный центр — город Терек.

## География
Терский район находится в восточной части республики и занимает правобережье реки Терек. Граничит с землями Майского района на западе, с Прохладненским районом на севере, а также с районами Северной Осетии — Моздокский район на востоке и Кировский район на юге.
Площадь территории района составляет 893,12 км². Протяжённость района с севера на юг составляет около 50 километров, а с востока на запад — 35 километров.
По зональному районированию территория района делится на две зоны — предгорная и равнинная. Основную часть района занимает предгорная зона, с преобладающим холмистым рельефом местности. Через территорию района проходят хребты — Терским, Арикским (западный отрог Терского хребта) и Кабардино-Сунженским. К востоку от села Верхний Курп, Терский хребет максимально приближается к северным отрогам Кабардино-Сунженского хребта, которые имеют меридиональное направление и носят название Арик-Папца (Курпские высоты). Высшей точкой района является гора Пхахуаза (594 м).
Гидрографическая сеть представлена бассейном реки Терек. Его главным притоком на территории района является река Курп. На территории района имеется несколько искусственных водоканалов, наиболее старым и крупным из которых является — Малокабардинский канал.
Недра районы богаты полезными ископаемыми. В районе имеется 16 нефтяных скважин. Из них 4 скважины рабочие, а остальные законсервированы. Также имеются артезианские скважины, вулканический песок, залежи глины для производства мелко-штучных строительных материалов (кирпич, черепица и др.), залежи гравия и песка для производства строительных материалов (щебень и др.).
Климат на территории района умеренно влажный, с жарким летом и мягкой зимой. Период активной вегетации сельскохозяйственных культур со среднесуточными температурами выше +10°С равен 177—185 дням, при общем вегетационном периоде 200—220 дней. Среднегодовое количество осадков составляет около 500—700 мм.

## История
В соответствии с постановлением ВЦИК от 1 сентября 1921 года, в Кабардинской Автономной области был образован Мало-Кабардинский округ.
На 12 августа 1926 года в состав округа входили сельсоветы: Дейский, Плановский, Акбашский, Арикский, Тамбовский, Верхне-Курпский, Гнаденбургский, Кизлярский, Нижне-Курпский, Неурожаевский, Раздольный, Терекский, Хамидиевский.
30 сентября 1931 года на основании постановления ВЦИК Мало-Кабардинский округ был преобразован в Мало-Кабардинский район Кабардино-Балкарской АССР.
28 января 1935 года Постановлением Президиума Кабардино-Балкарского областного исполкома, Мало-Кабардинский район был переименован в Терский. В том же году район был разукрупнён и на части его территории был образован Курпский район, которому была передана северо-восточная часть района.
17 января 1944 года Терский район в очередной раз был разукрупнён путём выделения его северной части в Урожайненский район.
28 января 1944 году Курпский район был упразднён и практически вся его территория (за исключением Нижнекурпского сельсовета) была передана Северо-Осетинской автономной республике, а селение Нижний Курп включено в состав Терского района.
28 октября 1959 года Урожайненский район был упразднён, а его территория включена в состав Терского района.
В 1963 году в ходе административных преобразований КБАССР и образования сельских районов, Терский район был переименован в Терский сельский район, а в его состав передан Александровский сельсовет упразднённого Майского района.
В 1965 году сельские районы были упразднены и административное деление КБАССР было восстановлено в его прежних границах, с возвращением Александровского сельсовета в состав восстановленного Майского района.

## Население
| 1970    | 1979    | 1989    | 2002    | 2010    | 2011    | 2012    | 2013    | 2014    |
| ------- | ------- | ------- | ------- | ------- | ------- | ------- | ------- | ------- |
| 41 867  | ↗42 814 | ↗46 245 | ↗52 976 | ↘51 220 | ↗51 221 | ↘51 176 | ↘51 060 | ↘50 883 |
| 2015    | 2016    | 2017    | 2018    | 2019    | 2020    | 2021    | 2023    | 2024    |
| ↘50 806 | ↘50 715 | ↘50 692 | ↘50 671 | ↗50 708 | ↗50 802 | ↗53 091 | ↗53 146 | ↗53 393 |
| 2025    |         |         |         |         |         |         |         |         |
| ↗53 597 |         |         |         |         |         |         |         |         |

### Урбанизация
Городское население (город Терек) составляет 37.6 % от всего населения района.

### Национальный состав
По итогам переписи населения 2020 года проживали следующие национальности (национальности менее 1 % и другое, см. в сноске к строке «Другие»):
| Национальность | Численность, чел. | Доля     |
| -------------- | ----------------- | -------- |
| Кабардинцы     | 46 696            | 87,96 %  |
| Русские        | 1853              | 3,49 %   |
| Турки          | 1309              | 2,47 %   |
| Черкесы        | 1112              | 2,09 %   |
| Балкарцы       | 940               | 1,77 %   |
| Другие         | 1181              | 2,22 %   |
| Итого          | 53 091            | 100,00 % |

Половозрастной состав
По данным Всероссийской переписи населения 2010 года:
| Возраст     | Мужчины, чел. | Женщины, чел. | Общая численность, чел. | Доля от всего населения, % |
| ----------- | ------------- | ------------- | ----------------------- | -------------------------- |
| 0 — 14 лет  | 5 128         | 5 041         | 10 169                  | 19,85 %                    |
| 15 — 59 лет | 16 870        | 17 487        | 34 357                  | 67,08 %                    |
| от 60 лет   | 2 428         | 4 266         | 6 694                   | 13,07 %                    |
| Всего       | 24 426        | 26 794        | 51 220                  | 100,0 %                    |

Мужчины — 24 426 чел. (47,7 %). Женщины — 26 794 чел. (52,3 %).
Средний возраст населения — 34,6 лет. Средний возраст мужчин — 33,0 лет. Средний возраст женщин — 36,1 лет.
Медианный возраст населения — 32,1 лет. Медианный возраст мужчин — 30,6 лет. Медианный возраст женщин — 33,7 лет.

## Муниципальное устройство
В Терский муниципальный район входят 18 муниципальных образований, в том числе 1  городское и 17 сельских поселений:
| №        | Муниципальное образование | Административный центр | Количество населённых пунктов | Население | Площадь, км² |
| -------- | ------------------------- | ---------------------- | ----------------------------- | --------- | ------------ |
| 1e-06    | Городское поселение       |                        |                               |           |              |
| 1        | Терек                     | город Терек            | 1                             | 19 990    | 8,83         |
| 1.000002 | Сельские поселения        |                        |                               |           |              |
| 2        | Арик                      | село Арик              | 2                             | 3045      | 57,96        |
| 3        | Белоглинское              | село Белоглинское      | 1                             | 521       | 8,81         |
| 4        | Верхний Акбаш             | село Верхний Акбаш     | 2                             | 3279      | 64,78        |
| 5        | Верхний Курп              | село Верхний Курп      | 1                             | 1504      | 50,26        |
| 6        | Дейское                   | село Дейское           | 1                             | 5035      | 41,59        |
| 7        | Джулат                    | село Джулат            | 1                             | 290       | 5,26         |
| 8        | Инаркой                   | село Инаркой           | 1                             | 1500      | 48,74        |
| 9        | Интернациональное         | село Интернациональное | 1                             | 460       | 22,11        |
| 10       | Красноармейское           | село Красноармейское   | 3                             | 2740      | 28,54        |
| 11       | Нижний Курп               | село Нижний Курп       | 1                             | 1384      | 70,48        |
| 12       | Новая Балкария            | село Новая Балкария    | 2                             | 1201      | 25,98        |
| 13       | Ново-Хамидие              | село Ново-Хамидие      | 2                             | 646       | 69,52        |
| 14       | Плановское                | село Плановское        | 2                             | 3697      | 67,11        |
| 15       | Тамбовское                | село Тамбовское        | 2                             | 1985      | 46,14        |
| 16       | Терекское                 | село Терекское         | 2                             | 2197      | 52,01        |
| 17       | Урожайное                 | село Урожайное         | 1                             | 2149      | 49,30        |
| 18       | Хамидие                   | село Хамидие           | 1                             | 1766      | 57,84        |

## Населённые пункты
Распределение населения района
 г. Терек (37,6 %) с. Дейское (9,46 %) с. Плановское (6,79 %) с. Арик (5,53 %) с. Верхний Акбаш (5,11 %) Остальные (35,51 %)
В Терском районе 27 населённых пунктов, в том числе один город и 26 сельских населённых пунктов.
| №  | Населённый пункт  | Тип              | Население | Муниципальное образование |
| -- | ----------------- | ---------------- | --------- | ------------------------- |
| 1  | Терек             | город            | ↗20 154   | Терек                     |
| 2  | Акведук           | село             | ↘5        | Ново-Хамидие              |
| 3  | Арик              | село             | ↗2966     | Арик                      |
| 4  | Белоглинское      | село             | ↗521      | Белоглинское              |
| 5  | Верхний Акбаш     | село             | ↗2739     | Верхний Акбаш             |
| 6  | Верхний Курп      | село             | ↘1504     | Верхний Курп              |
| 7  | Дейское           | село             | ↗5068     | Дейское                   |
| 8  | Джулат            | село             | ↘290      | Джулат                    |
| 9  | Заводское         | село             | ↗516      | Верхний Акбаш             |
| 10 | Инаркой           | село             | ↘1498     | Инаркой                   |
| 11 | Интернациональное | село             | ↘460      | Интернациональное         |
| 12 | Красноармейское   | село             | ↘1472     | Красноармейское           |
| 13 | Куян              | село             | ↘549      | Красноармейское           |
| 14 | Малый Терек       | село             | ↘12       | Терекское                 |
| 15 | Нижний Акбаш      | село             | ↗1036     | Тамбовское                |
| 16 | Нижний Курп       | село             | ↗1397     | Нижний Курп               |
| 17 | Новая Балкария    | село             | ↗1167     | Новая Балкария            |
| 18 | Ново-Хамидие      | село             | ↘665      | Ново-Хамидие              |
| 19 | Опытное           | село             | ↗712      | Красноармейское           |
| 20 | Плановское        | село             | ↗3641     | Плановское                |
| 21 | Псынашхо          | село             | ↘16       | Арик                      |
| 22 | Тамбовское        | село             | ↗910      | Тамбовское                |
| 23 | Терекское         | село             | ↗2186     | Терекское                 |
| 24 | Урожайное         | село             | ↗2149     | Урожайное                 |
| 25 | Урух              | дорожный разъезд | →3        | Плановское                |
| 26 | Хамидие           | село             | ↗1766     | Хамидие                   |
| 27 | Шикулей           | село             | →11       | Новая Балкария            |

## Органы местного самоуправления
Структуру органов местного самоуправления муниципального образования составляют:
1. Совет местного самоуправления Терского муниципального района — выборный представительный орган района;
2. Председатель совета местного самоуправления Терского муниципального района — высшее должностное лицо района;
3. Местная администрация Терского муниципального района — исполнительно-распорядительный орган района;
4. Глава местной администрации Терского муниципального района — глава исполнительной власти в районе.

Глава местной (районной) администрации
- Дадов Муаед Алиевич (с 16 ноября 2016 года)

Председатель Совета местного самоуправления
- Хажуев Владимир Шамилович (с 31 октября 2016 года)

Адрес администрация Терского муниципального района: город Терек, ул. Ленина № 15.

## Экономика
Промышленный комплекс района представляют 5 крупных и средне-крупных предприятий. Малых предприятий — 36 единиц. Наиболее крупными предприятиями на территории района являются «Терекалмаз» и «Техно-Алмаз», занимающиеся производством алмазной продукции.

## Транспорт
На территории района расположена узловая железнодорожная станция Муртазово (расположенная в городе Терек) и остановочные пункты Арик и Урухский Северо-Кавказской железной дороги.
Через район проходят автотрассы регионального и республиканского значений. Общая протяженность автомобильных дорог с твердым покрытием составляет 405 километров.
Все сельские населённые пункты имеют налаженную рейсовую связь с районным центром — Терек и городом Нальчик.

## Средства массовой информации
- Издаются районные газеты «Терек-1» и «Тэрч и макъ»[30], тиражируемые на территории района и освящающая события, происходящие в нём. Выходят дважды в неделю.
- Официальный сайт администрации муниципального района.
- Официальные страницы администрации муниципального района в популярный социальных сетях.